# Plaine des Fougères
La plaine des Fougères est un plateau des Hauts de l'île de La Réunion, un département d'outre-mer français dans l'océan Indien. Situé sur le territoire communal de Sainte-Marie, dont il occupe la partie méridionale, il donne sur un rempart montagneux qui le place en surplomb de la partie nord du cirque naturel de Salazie. Ce faisant, il culmine à 1 800 mètres d'altitude en un sommet appelé piton Plaine des Fougères. Il abrite par ailleurs la source de plusieurs fleuves s'écoulant vers le nord et le nord-nord-est, en particulier la rivière Sainte-Marie et la rivière Sainte-Suzanne.